# Paul Drouot
Pour les articles homonymes, voir Drouot (homonymie).
Œuvres principales
- Sous le vocable du chêne
- Eurydice deux fois perdue

Compléments
- Mort pour la France lors de la Première Guerre mondiale.

Paul Louis Drouot (né le 21 mai 1886 à Vouziers, Ardennes, et mort le 9 juin 1915 à Aix-Noulette, Pas-de-Calais) est un écrivain et poète français mort pour la France.
Il a écrit des recueils de poésie, le premier chapitre d'un roman, et un poème en prose Eurydice deux fois perdue publié en 1921 avec une préface de Henri de Régnier. La publication en 1953 du journal de Paule Régnier révèle que ce roman est autobiographique, le personnage d'Eurydice faisant référence à une sœur de Paule Régnier.
En 1915, il reçoit le prix Archon-Despérouses.
La ville de Vouziers a rendu hommage au poète en lui érigeant une statue et en donnant son nom à un collège.